# Laumühlen
Laumühlen (niederdeutsch Lohmöhlen) ist ein Ort in der Gemeinde Hechthausen im niedersächsischen Landkreis Cuxhaven, an der Oste gelegen.

## Geschichte
Der Name Laumühlen bezeichnet eine Mühle in einer Flussniederung (mittelniederdeutsch: Lewe). In alten Schriften wird der Ort auch als Lewenmühlen bezeichnet. Die Wassermühle lag neben dem Gut Laumühlen an dem Bach, der aus der Niederung zwischen Lamstedt und Laumühlen kommt und nach dem Antreiben der Mühle in die Oste mündete. Um genug Wasser für den Betrieb der Mühle zu haben, wurde der Bach regelmäßig aufgestaut, was zu weiten Überschwemmungen in der Niederung führte.
Das große Gut Laumühlen wurde 1585 erstmals urkundlich erwähnt. Es ist eine Gründung der in Cranenburg ansässigen Familie Marschalck.

### Eingemeindungen
Am 1. Juli 1972 wurde Laumühlen in die Gemeinde Hechthausen eingegliedert.

### Einwohnerentwicklung
| Jahr | Einwohner | Quelle |
| ---- | --------- | ------ |
| 1824 | 00–0 1    | [ 3 ]  |
| 1848 | 0201 2    | [ 4 ]  |
| 1910 | 208       | [ 5 ]  |
| 1925 | 212       | [ 6 ]  |
| 1933 | 190       | [ 6 ]  |
| 1939 | 169       | [ 6 ]  |
| 1950 | 169       | [ 1 ]  |
| 1961 | 0199 3    | [ 2 ]  |
| 1970 | 0177 4    | [ 2 ]  |

1 24 Feuerstellen

2 in 36 Häusern

3 Volkszählungsergebnis vom 6. Juni 1961

4 Volkszählungsergebnis vom 27. Mai 1970

## Politik

### Gemeinderat und Bürgermeister
Der Ort Laumühlen wird vom Rat der Gemeinde Hechthausen vertreten.

### Wappen
Der Entwurf des Kommunalwappens von Laumühlen stammt von dem Heraldiker und Wappenmaler Albert de Badrihaye, der zahlreiche Wappen im Landkreis Cuxhaven erschaffen hat.
| Wappen von Laumühlen | Blasonierung: „Geteilt; oben: in Silber eine grüne Eichel mit zwei grünen Blättern am Stiel; unten: in Blau ein halbes silbernes Mühlrad an der Schildteilung.“ |
| Wappen von Laumühlen | Wappenbegründung: Das Wappen weist auf den Ortsnamen hin. „Lau“ wird als Loh (= Wald) gedeutet.                                                                 |

## Kultur und Sehenswürdigkeiten

### Bauwerke
→ Siehe: Liste der Baudenkmale in Laumühlen
- Gut Laumühlen mit Herrenhaus von 1861
- Wohn- und Wirtschaftsgebäude Bauernreihe 23 von 1860 in Fachwerk
- An der Osteschleife bei Laumühlen kann man von einem Aussichtsturm den durch Deichrückbau entstandenen Überflutungsbereich mit der Neuansiedlung seltener Tiere beobachten.[8]

## Persönlichkeiten
- Engelbert Johann von Marschalck (1766–1845), Landdrost der Landdrostei Stade und Gutsherr zu Ritterhude, starb in Laumühlen